# Eristhavi
Eristhavi o Eristavi (en georgià: ერისთავი), traduït literalment: "cap del poble", fou un càrrec georgià creat a finals del segle iv aC, equivalent al de governador provincial. Amb el temps va esdevenir hereditari. El territori d'un eristhavi era l'eristhavad.
Malgrat el seu poder territorial, els eristhavis eren a la segona categoria entre la noblesa georgiana.
La revolta d'Armènia del 571 va fer decidir els eristhavis georgians a revoltar-se contra els perses. Sota la direcció de l'eristhavi Guaram (o Gurguèn) van ajudar els armenis i van demanar ajut a Justí II el Jove. Amb ajuda romana d'Orient la revolta es va estendre. Uns anys després els eristhavis tenien el control de Geòrgia, però van renunciar a restablir el poder reial i van proposar a Guram com a cap governador del país (Erismthavari). L'emperador romà d'Orient acceptà la proposta i donà en Guram el títol de Curopalata d'Ibèria. L'emperador també va reconèixer que els eristhavats eren hereditaris, cosa que de fet ja venia succeint. L'eristhavi designat com a cap no tenia el poder absolut i només era el primer entre iguals (el primer entre la noblesa local que tenia el poder); nogensmenys la situació va anar tendint cada cop més al reforçament del poder del cap, i acabà derivant en monarquia, alhora que la resta d'eristhavis conservaven el poder als seus feus però sense igualar al poder reial. El governador designat pels àrabs rebia també el nom d'Erismthavari. Quan va esdevenir rei els eristhavis van continuar dominant les regions pròpies gairebé sense intervenció reial, però van anant perdent poder a mesura que la monarquia es feia forta i se centralitzava.